# Anders Oscar Bolander
Anders Oscar Bolander, född 30 december 1840 i Stockholm, död 28 november 1914 i Stockholm, var en svensk musiker.
Efter studier i pianospelning för Jan van Boom och senare för Louis Plaidy i Leipzig blev Bolander 1867 lärare vid Musikaliska akademien. 1903 blev han professor och var 1905-10 akademins direktör.